# Shen
Shen (神) é uma palavra chinesa muitas vezes traduzida como espírito ou alma.
É um termo empregado com frequência tanto na literatura refente ao Taoísmo quanto nas publicações sobre medicina tradicional chinesa.
Neste contexto é considerada uma das três preciosidades do corpo humano.
Alguns cristãos chineses também utilizam esta palavra para se referir a Deus.